# Hemitriccus cohnhafti
Hemitriccus cohnhafti (лат.) — вид птиц из семейства тиранновых. Обитают в Боливии и Бразилии. Естественной средой обитания являются субтропические или тропические влажные равнинные леса.

## Описание
Голова и шея зеленовато-оливковые, корона покрыта тёмными прожилками. Спина, вплоть до верхних кроющих хвоста, тёмно-зелёного цвета. Горло и грудь оливково-зелёного цвета с характерными желтоватыми кремовыми прожилками. Радужная оболочка кремовая, надклювье чёрное, подклювье черноватая с кремовым основание. Ноги серые.
МСОП присвоил виду охранный статус NT.